# آل مظفر

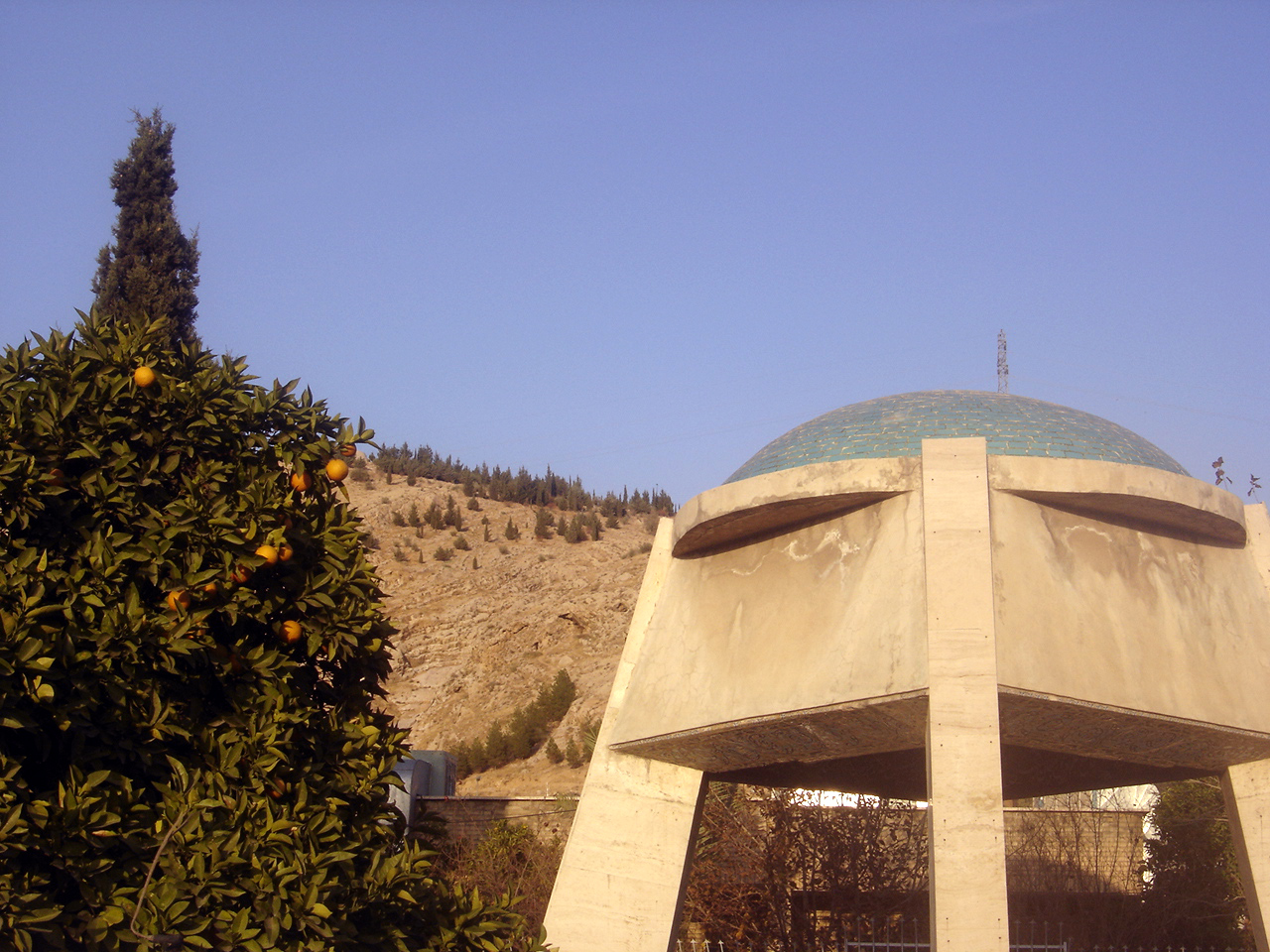
ضريح شاه شجاع في شيراز إيران وتوركمان صحراء، أحد الحكام المظفريين

آل مظفر هي سلالة عربية سنية حكمت ولايات فارس وخراسان وكرمان ولرستان في إيران ما بين عام 1313م و1393م عقب السلالة الإيلخانية, انتهى حكم هذه السلالة عندما قضى عليها تيمورلنك حيث أعدم بعضهم في حين نفى البعض الآخر إلى سمرقند مثل زين العابدين آل مظفر. وبعضهم إلى الجزيرة العربية بنجد والحجاز والاحساء المنطقة الشرقية .
ومنذ عام 1353 م إلى عام 1393 م، أي عندما فتح تيمور لنك شيراز للمرة الثانية والأخيرة، كان يحكم معظم إقليم فارس أفراد من بني مظفر. ونادراً ما كانت تمر سنة واحدة لا تعكر صفوها حرب داخلية، وبعد سقوط منصور آخر أمراء بني مظفر انتهى عصر الرونق الملكي الثاني في شيراز. وتحول إقليم فارس إلى مقاطعة مهملة في الإمبراطورية التيمورية، وكانت لا تزال على هذه الحال عندما استولى الصفويون على بلاد فارس أجمع.